# Olaszország Fivérei
Az Olaszország Fivérei (olaszul: Fratelli d’Italia, rövidítése: FdI) olaszországi szélsőjobboldali párt, amelyet a Szabadság Népéből kilépő politikusok alapítottak. A párt szimbóluma, a háromszínű láng az előd Olasz Szociális Mozgalommal vállalt ideológiai örökség. 2018 novemberében a párt tagja lett az Európai Konzervatívok és Reformisták képviselőcsoportjának.

## Története

### Párt megalakulása
A párt 2012-ben alakult meg miután a Mario Monti vezette szakértői kormánnyal szemben komoly kritikákat fogalmazott meg a Silvio Berlusconi vezette Szabadság Népe párt néhány képviselője: Ignazio La Russa, a Szabadság Népe frakcióvezetője és a 4. Berlusconi-kormány honvédelmi minisztere, Giorgia Meloni, a párt ifjúsági szervezetének egykori elnöke és Guido Crosetto, a Forza Italia egykori tagja és a 4. Berlusconi-kormány honvédelmi államtitkára.
2012 decemberében Meloni és Crosetto közös megbeszélést tartott Rómában, ahol kimondták, hogy ellenzékbe vonulnak, és sem Berlusconival, sem Montival nem hajlandók együttműködni.
Másnap La Russa bejelentette, hogy ellenzékbe vonul, és külön frakciót alakít a Szenátusban Nemzeti Jobbközép néven.
2012. december 21-én Meloni és Crosetto csatlakozott az új frakcióhoz, amit Olaszország Fivérei – Nemzeti Jobbközépnek (Fratelli d’Italia – Centrodestra Nazionale) neveztek el. A nemzeti jobbközép irányultságnak felel meg a névválasztás: a párt nevének első fele – Fratelli d’Italia – az olasz himnusz kezdő szavait idézi.
A párt a 2013-as olaszországi köztársaságielnök-választáson Sergio De Caprio csendőrt jelölte, aki 1993-ban letartóztatta Totò Riinát, a Cosa Nostra vezetőjét.
2013. április 29-én a párt az újonnan alakult Enrico Letta vezette kormány ellenzékébe került, támogatta a Demokrata Pártot, a Polgári Választást és a Szabadság Népét.

## Ideológiája
A párt magát jobboldalinak vallja, az egykori Olasz Szociális Mozgalom és a  Nemzeti Szövetség ideológiai örökösének. Számos párttag tagadja, hogy a párt neofasiszta lenne, ami részből abból ered, hogy a párt ideológiai örökséget vállal az Olasz Szociális Mozgalommal és annak szélsőjobboldali szellemiségével. Egyes pártvezetők nosztalgiát éreznek az olasz fasizmus iránt. Számos párttag ünnepelte Mussolinit.
A párt az eurózóna elhagyását szorgalmazza, emellett az önállóbb monetáris politikát. Családpolitikájuk része az ÁFA 4%-ra való csökkentése a családok számára. Euroszkeptikusok abból a szempontból, hogy ellenzik a lisszaboni szerződést. A 2022-es ukrán háború előtt a párt szorgalmazta, hogy Oroszországgal jobb viszony legyen, ugyanakkor a NATO-való együttműködést akart. A háború óta ellenzi az inváziót, Ukrajnát támogatja, valamint ígéretet tett fegyverszállításra.
Nemzetközi szinten a francia Nemzeti Fronttal, a német Alternatíva Németországért párttal és a lengyel Jog és Igazságossággal vall közös álláspontot.
Társadalmi kérdésekben a párt szociálkonzervatív álláspontot képvisel: ellenzik az abortuszt, valamint az eutanáziát. Ellenzik az azonos neműek házasságát, és a „hagyományos családok” támogatói; a párt abortuszellenes és LMBTQ-ellenes szervezetekkel működik együtt. Zéró toleranciát hirdet az illegális bevándorlás ellen, és az olaszok születési rátáját növelnék.
A párt kötődik a brit Konzervatívokhoz, az izraeli Likudhoz és az amerikai Republikánus Párthoz.
A pártnak hat frakciója van:
- Olaszország az Első (Prima l’Italia): Gianni Alemanno, Róma 2008-2013 közötti polgármestere, ennek a frakciójának a vezetője. Ez a párt EU-ellenes, jobbközép frakciója.
- Tenni Olaszországért (FareItalia): a párt liberális-konzervatív frakciója; vezetője Adolfo Urso jobboldali újságíró, szenátor.
- Szeretem Olaszországot (Io Amo l’Italia): a párt euroszkeptikus, kereszténydemokrata, nemzeti-konzervatív frakciója; vezetője: Magdi Allam egyiptomi születésű olasz újságíró, aki hevesen kritizálja a radikális iszlamizmust.
- Én, a Dél (Io Sud): a párt regionalista, konzervatív, jobboldali, Dél-Olaszország ügyeivel foglalkozó frakciója; vezetője Adriana Poli Bortone, Lecce 1998–2007 közötti polgármestere.
- Nemzeti Mozgalom a Szuverenitásért (Movimento Nazionale per la Sovranità): a párt nemzeti-konzervatív, szuverenista, euroszkeptikus frakciója; vezetői Gianni Alemanno Róma 2008–2013 közti polgármestere, valamint Francesco Storace újságíró, Lazio régió 2000–2005 közötti elnöke és a Secolo d’Italia online híroldal főszerkesztője.
- Irány Olaszország (Direzione Italia): a párt konzervatív-liberális, euroszkeptikus frakciója; elnöke Raffaele Fitto, Puglia 2000–2005 közötti elnöke.

## Választói bázis
A választói bázist egy 2018-as felmérés szerint leginkább a közbiztonsággal, bevándorlással illetve a magas adókkal kapcsolatos kérdések foglalkoztatták. Foglalkozás szerint a felsővezetők, vállalkozók illetve az alacsony keresetűek szavaztak a pártra. A 2013-as parlamenti választáson Forza Italiara szavazók 12%-a szavazott át ezen a választáson erre a pártra.
A párt Umbria és Calabria régiókban több mint 10%-ot ért el a 2019-es és 2020-as helyhatósági választáson.

## Választási eredmények

### Parlamenti választások
| Képviselőház |            |      |            |     |                |
| Év           | Szavazatok | %    | Mandátumok | +/− | pártelnök      |
| 2013         | 666,035    | 2.0  | 9 / 630    | –   | Giorgia Meloni |
| 2018         | 1,429,550  | 4.4  | 32 / 630   | 23  | Giorgia Meloni |
| 2022         | 7,302,517  | 26.0 | 119 / 400  | 87  | Giorgia Meloni |

| Szenátus |            |      |            |     |                |
| Év       | Szavazatok | %    | Mandátumok | +/− | pártelnök      |
| 2013     | 590,083    | 1.9  | 0 / 315    | –   | Giorgia Meloni |
| 2018     | 1,286,606  | 4.3  | 18 / 315   | 18  | Giorgia Meloni |
| 2022     | 7,167,136  | 26.0 | 65 / 200   | 47  | Giorgia Meloni |